# Episodi di Ozark (prima stagione)
La prima stagione della serie televisiva Ozark è stata interamente distribuita per la prima volta sulla piattaforma Netflix il 21 luglio 2017, in tutti i territori in cui il servizio streaming è disponibile.
| nº | Titolo originale     | Titolo italiano           | Pubblicazione USA | Pubblicazione Italia |
| -- | -------------------- | ------------------------- | ----------------- | -------------------- |
| 1  | Sugarwood            | Il mio bon bon            | 21 luglio 2017    | 21 luglio 2017       |
| 2  | Blue Cat             | Blue Cat                  | 21 luglio 2017    | 21 luglio 2017       |
| 3  | My Dripping Sleep    | Insonnia                  | 21 luglio 2017    | 21 luglio 2017       |
| 4  | Tonight We Improvise | Stanotte improvvisiamo    | 21 luglio 2017    | 21 luglio 2017       |
| 5  | Ruling Days          | I giorni decisivi         | 21 luglio 2017    | 21 luglio 2017       |
| 6  | Book of Ruth         | Il libro di Ruth          | 21 luglio 2017    | 21 luglio 2017       |
| 7  | Nest Box             | Il nido                   | 21 luglio 2017    | 21 luglio 2017       |
| 8  | Kaleidoscope         | Caleidoscopio             | 21 luglio 2017    | 21 luglio 2017       |
| 9  | Coffee, Black        | Caffè nero                | 21 luglio 2017    | 21 luglio 2017       |
| 10 | The Toll             | I rintocchi della campana | 21 luglio 2017    | 21 luglio 2017       |

## Il mio bon bon
- Titolo originale: Sugarwood
- Diretto da: Jason Bateman
- Scritto da: Bill Dubuque

### Trama
Marty Byrde e il suo partner Bruce Liddell sono due consulenti finanziari di Chicago che riciclano denaro per un cartello della droga messicano. All'insaputa di Marty, Bruce e i proprietari della società di autotrasporto che spostano la liquidità hanno sottratto 8 milioni di dollari al loro capo, il che fa sì che il contatto del cartello, Camino "Del" Del Río, uccida senza pietà Bruce, la sua fidanzata Liz, e i proprietari della società di autotrasporto, padre e figlio.
Per salvarsi la vita, l'incolpevole Marty usa un volantino promozionale che Bruce gli aveva mostrato come fonte d'ispirazione. La proposta di Marty per Del è quella di avere trovato un altro posto, migliore di Chicago, per riciclare il denaro del cartello, ovvero l'Ozark nel Missouri. La zona è ricca di turisti benestanti e libera dal controllo dell’FBI, quindi adatta a reinvestire i guadagni della droga, perciò, se gli verrà permesso di vivere, Marty promette di lavare 500 milioni di dollari in cinque anni.
In parte convinto, Del concede a Marty alcuni giorni affinché gli restituisca gli 8 milioni di dollari rubati da Bruce, cosa che Marty fa liquidando tutti i suoi beni personali e chiudendo tutti i conti dell'azienda; poi ordina a Marty di trasferire la sua famiglia nell'Ozark e dimostrare di riuscire a mantenere ciò che aveva promesso, riciclando gli 8 milioni di dollari in tre mesi. La moglie di Marty, Wendy, ha una relazione con Gary "Sugarwood" Silverberg. Segue il suo consiglio di lasciare Marty, prendere i loro due figli, l'adolescente Charlotte e il minore Jonah, e tutti i soldi che riesce ad assicurarsi e tornare da lui; la decisione però provoca la morte dello stesso Silverberg per mano di Del, il cui intento è mandare un chiaro avvertimento a Wendy: tenere unita la famiglia a tutti i costi.

## Blue Cat
- Titolo originale: Blue Cat
- Diretto da: Jason Bateman
- Scritto da: Bill Dubuque e Marc Williams

### Trama
Wendy, Marty e i loro figli arrivano nell'Ozark e iniziano ad incontrare abitanti del posto, tra cui diversi membri della famiglia Langmore, che lavorano nel motel dove alloggiano. Marty tenta di trovare aziende locali in cui investire, così può iniziare il riciclaggio di denaro per il cartello, mentre Wendy va alla ricerca di una casa in vendita.
Charlotte e Jonah ignorano le istruzioni dei loro genitori di sorvegliare la camera d'albergo, sotto il letto della quale, a loro insaputa, ci sono tre valigie con gli 8 milioni di dollari da riciclare, con Charlotte che si fa distrarre da uno stratagemma progettato dai cugini Ruth e Wyatt Langmore. Ruth entra nella camera d'albergo vuota e ruba parte delle banconote che Marty dovrebbe riciclare. Marty rischia la vita per recuperare i soldi da Ruth, Wyatt e altri membri della famiglia Langmore, ma è chiaro che continueranno a creare problemi.
L'FBI scopre i resti di Bruce e degli altri uccisi con lui, il che li rende sospettosi della mossa improvvisa di Marty di lasciare Chicago. L'agente Roy Petty decide di seguire Marty nell'Ozark, convinto che l'uomo possa essere in qualche modo coinvolto. Marty prende in considerazione l'ipotesi di suicidarsi, in modo che, con la sua morte, Wendy possa beneficiare della sua assicurazione sulla vita e fuggire con i ragazzi, ma cambia idea dopo aver scoperto su suggerimento di Jonah che il motel "Blue Cat" potrebbe essere un posto adatto in cui investire. Wendy rivela ai figli che Marty ricicla soldi per un cartello messicano della droga.

## Insonnia
- Titolo originale: My Dripping Sleep
- Diretto da: Daniel Sackheim
- Scritto da: Ryan Farley

### Trama
La famiglia Byrde si trasferisce in una casa sul lungolago mentre Buddy, l'anziano proprietario della casa, un malato terminale, si trasferisce nel seminterrato. L'agente dell'FBI Trevor Evans, ex fidanzato di Roy Petty, segue le istruzioni di Roy di avvicinarsi ai Byrde, che non si mostrano intimiditi e continuano a mantenere la loro posizione di innocenza. I Byrde vengono a sapere del fatto che mentre puliva i soldi, Bruce era anche un informatore dell'FBI. Trevor nota che Roy sta diventando sempre più ossessionato, presagendo continui problemi per i Byrde.
A Charlotte e Jonah viene spiegato il vero motivo del loro trasferimento a Ozark e Jonah inizia a fare ricerche online per saperne di più sul cartello. Wendy ottiene un lavoro come agente immobiliare per l'agente con cui era entrata in contatto per l'acquisto della casa di Buddy. Un colloquio di lavoro di Charlotte non va a buon fine, poiché incontra Wyatt fuori dal negozio e gli dà un pugno in reazione allo stratagemma usato dal ragazzo e la cugina per distrarre lei e il fratello in motel.
Marty inizia le attività al Blue Cat, nonostante i sospetti della proprietaria Rachel. Ruth sfrutta il fatto di essere a conoscenza dei soldi della famiglia Byrde per convincere Marty ad assumerla presso il Blue Cat, e informa i suoi cugini e zii che il suo piano è quello di imparare da Marty "l'arte del riciclaggio", per poi ucciderlo e portagli via tutto.

## Stanotte improvvisiamo
- Titolo originale: Tonight We Improvise
- Diretto da: Daniel Sackheim
- Scritto da: Paul Kolsby

### Trama
Marty raccoglie informazioni sul Lickety Splitz, uno strip club in perdita; respinto in precedenza dal proprietario, intende ancora controllarlo in modo da poterlo utilizzare per il riciclaggio di denaro. Jonah trova la carcassa di un coyote e la apre, causando preoccupazione ai suoi genitori. Sono sollevati nello scoprire che stava solo studiando gli avvoltoi che venivano a nutrirsi nel loro giardino. Marty ingaggia Ruth per riuscire a rubare la cassaforte del Lickety Splitz. Lavorando sotto copertura, Roy osserva Marty al Blue Cat e sviluppa un interesse per Russ Langmore, padre di Wyatt e zio di Ruth. Bobby Dean, il proprietario del Lickety Splitz, viene arrestato in conseguenza del piano di Ruth e Marty ottiene l'accesso alla cassaforte. Paga la cauzione di Bobby e usa le informazioni trovate nella cassaforte per costringere Bobby a vendere il club. Jacob e Darlene Snell si rivelano i principali spacciatori di eroina, per i quali Bobby stava riciclando denaro; uccidono quindi Bobby come rappresaglia per aver perso il club e per mantenere segreto il loro business della droga. Marty condivide segreti commerciali con Jonah, incluso il modo in cui far apparire vecchi i contanti usati nelle transazioni di droga in modo che possano essere mescolati con denaro proveniente da affari legittimi prima di essere depositati in banca.

## I giorni decisivi
- Titolo originale: Ruling Days
- Diretto da: Andrew Bernstein
- Scritto da: Martin Zimmerman

### Trama
Il corpo di Bobby viene trascinato dalla corrente sotto al molo dei Byrde, che spiegano allo sceriffo Nix in modo poco convincente come sia stato un incidente. Viste le copie dei documenti di vendita per lo strip club, lo sceriffo Nix si rende conto di non avere prove del fatto che Byrde avesse un motivo per uccidere Bobby e non intraprende ulteriori azioni archiviando la sua morte come overdose. Jacob Snell tenta di convincere Marty a riciclare denaro per lui attraverso il locale Lickety Splitz. In seguito Marty incontra Mason Young, il pastore locale, che celebra la messa domenicale a bordo di barche e si rende conto che la costruzione di una chiesa potrebbe rappresentare un'opportunità sicura per riciclare denaro.
Marty chiede a Ruth di dirigere lo strip club nel weekend del 4 luglio, il che lo porta ad assumerla come manager a tempo pieno. Migliora la gestione di Bobby con l'assunzione di nuovo personale, che incrementa le entrate di denaro del Lickety Splitz. Roy continua a usare Russ come guida per la pesca e tenta di baciarlo, provocando una reazione violenta. Ruth continua a seguire il consiglio del padre incarcerato Cade di saperne di più sul riciclaggio di denaro di Marty e scopre il nascondiglio degli 8 milioni di dollari che ha portato da Chicago.

## Il libro di Ruth
- Titolo originale: Book of Ruth
- Diretto da: Andrew Bernstein
- Scritto da: Whit Anderson

### Trama
Gli Snell mostrano a Marty la loro operazione e lo informano che usano la chiesa sul lago per distribuire l'eroina. Avvisano Marty di fermare la costruzione della chiesa, con implicite minacce alla moglie incinta di Mason, Grace, se Marty non lo persuade a riprendere le vecchie celebrazioni. Sembra che Marty rispetti la scadenza di tre mesi per il riciclaggio degli 8 milioni di dollari del cartello, e lui e Wendy si riconciliano temporaneamente per festeggiare. Durante un rapporto sessuale, Marty le ricorda intenzionalmente un incontro con Sugarwood, causando la sua scoperta del suo video che l'investigatore privato di Marty ha fatto.
Charlotte lavora al Blue Cat e rifiuta l'invito alla festa "anti-turisti" di Wyatt per accompagnare Zach, un turista di Chicago. Perde la sua verginità, ma Zach parte il giorno dopo senza salutarla, spingendo Wyatt a dirle che i ricchi turisti se ne vanno sempre, e ora è una residente qualunque proprio come loro. Russ riconosce di essere gay e inizia una relazione sessuale con Roy. Ruth e Russ escogitano un piano per uccidere Marty su richiesta di Cade. Russ però lo dice a Roy, che interviene segretamente. Wendy e Marty ricevono un pacchetto da Del che scoprono contenere due bulbi oculari, questo è quindi un avvertimento per accelerare il riciclaggio di denaro. Rachel litiga con Marty in quanto ha scoperto le innumerevoli irregolarità nei libri contabili del Blue Cat.

## Il nido
- Titolo originale: Nest Box
- Diretto da: Ellen Kuras
- Scritto da: Alyson Feltes

### Trama
La costruzione della chiesa viene definitivamente interrotta da Marty. Per dissuadere gli Snell dall'ucciderlo, Marty consegna loro i suoi ultimi 700.000 dollari in contanti. Marty dice a Mason che gli Snell sono spacciatori e vogliono che riprenda le messe sul lago. Gli Snell dicono a Mason che Marty stava costruendo la chiesa in modo che potesse riciclare denaro. Capendo che le intenzioni filantrope di Marty sono false, Mason brucia l'edificio. La stessa mattina Wendy viene avvicinata da Garcia, un uomo mandato da Del, che la minaccia e le ricorda che il tempo per lavare il denaro sta per scadere. Charlotte e Jonah iniziano la scuola e Charlotte è depressa per le mutate circostanze della famiglia. Dopo aver saltato le lezioni per prendere un autobus per Chicago, Ruth e Wendy la raggiungono e la riportano indietro.
Roy convince Russ a provare ad aprire un negozio con Marty come investitore. Roy convince anche Russ a dire che non sarà più coinvolto in altri tentativi di uccidere Marty. Cade dice a Ruth di non visitarlo più a meno che Marty non sia morto e la insulta pesantemente. Al ritorno la raggaza scoppia a piangere mostrando tutta la sua soggezione nei confronti del padre. Dopo essere tornata a casa, Charlotte fa una nuotata notturna. Dopo che Charlotte esce di casa Wendy e Marty litigano pesantemente e sfogano tutte le loro frustrazioni. Nel frattempo, Charlotte ignora il consiglio di Marty di stare vicino alla riva e nuota lontano nel lago. Dopo aver quasi rischiato di affogare, tocca il fondo e riesce a riemergere. 

## Caleidoscopio
- Titolo originale: Kaleidoscope
- Diretto da: Ellen Kuras
- Scritto da: Ryan Farley

### Trama
Un flashback del 2007 mostra Wendy e Marty alla guida quando rivela di essere di nuovo incinta. Mentre discutono della notizia, sono coinvolti in un incidente d'auto che provoca un aborto spontaneo che si traduce in un lungo periodo di depressione per Wendy. Wendy tenta senza successo di rientrare nel mercato del lavoro dopo la nascita dei suoi figli. Viene rivelato il suo passato da brillante agente di pubbliche relazioni per le prime campagne congressuali di Bobby Rush e le campagne di Barack Obama per il Senato dell'Illinois. Del si avvicina a Marty e Bruce per riciclare i soldi del cartello e dopo aver esaminato i registri di Del, questi rifiutano, ma accettano di riconsiderare l'offerta in futuro. Marty si aspetta che Wendy si opponga, ma con sua sorpresa approva. Bruce e Marty si impegnano a lavorare per Del, e assistono all'uccisione del suo precedente consulente finanziario Louis. Louis non solo stava scremando denaro, cosa che Del sospettava e Marty lo aveva confermato analizzando i registri, ma stava anche lavorando come informatore per l'agente Roy Petty. Roy ha un compagno stabile e una promettente carriera nell'FBI, ma una relazione difficile con sua madre, che è una ex eroinomane. Insoddisfatto dell'insistenza dell'FBI nel perseguire i terroristi piuttosto che gli spacciatori, decide di svolgere in modo più aggressivo le sue indagini. Tutto ciò viene esasperato dal fatto che Roy ha scoperto che la madre ha ricominciato a drogarsi.

## Caffè nero
- Titolo originale: Coffee, Black
- Diretto da: Jason Bateman
- Scritto da: Whit Anderson

### Trama
Dopo la loro discussione Wendy e Marty fanno freddamente colazione facendo capire che la loro relazione debba continuare per i loro affari.         All'uscita da un supermercato l'agente Evans tenta un'ultima volta di convincere Wendy ad attivare la protezione testimoni in quanto si è accorto della presenza di Garcia fuori dalla loro abitazione. La donna rifiuta seccamente la proposta dell'agente e si allontana.                                                                     
Nel frattempo, Buddy ha insegnato a Jonah a sparare e, dopo aver scoperto che Garcia sta osservando i Byrde, Jonah fa in modo che Tuck gli compri un fucile in un centro commerciale. Buddy preoccupato dall'ossessione per le armi del ragazzo rimuove tutti i proiettili dal fucile nascosto nel bosco. Marty e Wendy avevano precedentemente convinto la madre dell'immobiliarista Sam, Eugenia, a depositare i suoi risparmi nel nuovo "fondo di investimento" di Marty. I suoi 900.000 dollari sostituiscono i 700.000 dollari che Marty ha pagato agli Snell. Con questo afflusso di denaro, completa in tempo il riciclaggio degli 8 milioni di dollari. Il cartello eroga immediatamente tramite Garcia 50 milioni di dollari, la prima parte dei 500 milioni che Marty ha promesso di lavare in tre anni. Eugenia durante un litigio con il figlio muore in un assurdo incidente e Sam vuole avere accesso ai suoi risparmi per pagare il suo elaborato funerale. Invece, Marty e Wendy si offrono volontari per pagare il funerale di tasca loro e con un'intuizione finiscono per comprare l'agenzia di pompe funebri. Roy rivela a Russ che la loro relazione è stata solo uno stratagemma e ha registrato l'ammissione di Russ di aver tentato di uccidere Marty. Questo costringe Russ a diventare informatore contro Ruth, che Roy intende trasformare come informatore su Marty. Invece, Ruth capisce che lo zio sta registrando le loro conversazioni e astutamente lo fa passare come la mente del tentato omicidio di Marty, dicendo che lei non ucciderebbe mai un padre di famiglia. Messi alle strette Russ e suo fratello Boyd decidono di derubare e uccidere Marty per finanziare una vita in fuga. Russ dice a Wyatt e Three che a causa di un'opportunità lavorativa dovranno partire la notte stessa e portare con loro solo lo stretto necessario. Inconsapevole del piano del padre, Wyatt si confida con Ruth. La ragazza capisce così che Russ abbia intenzione di uccidere Marty. La sera stessa Boyd e Russ approdano al molo del Blue Cat (dove si trova Marty) ma non appena tocca la scaletta, Russ rimane folgorato e nel tentativo di soccorrerlo anche Boyd segue la stessa sorte. Nel frattempo i Byrde e Garcia stanno nascondendo i 50 milioni in un lodge ma a causa della folgorazione dei Langmore salta la corrente. Insospettita dalle scintille, Rachel trova i corpi carbonizzati dei due fratelli e insieme a Marty scopre che i cavi elettrici del molo sono stati manipolati per folgorare. Rachel vuole chiamare la polizia e Garcia innervosito da ciò minaccia di ucciderla, allora Marty e Rachel riescono a convincerlo del fatto che la polizia possa semplicemente pensare che sia stato un incidente. Per potreggere Marty, gli interessi del cartello e non attirare sospetti facendo sparire i due corpi, i tre decidono di dire alla polizia che a causa dell'alcol e della troppa velocità la barca si sia scontrata contro il molo e abbia fatto cadere i cavi in acqua causando l'elettrocuzione. In lontananza Marty scorge l'auto di Ruth allontanarsi dal luogo. Subito dopo Marty raggiunge lo strip club, qui Ruth conferma di essere stata lei ad uccidere gli zii perché non voleva che lo uccidessero e in preda al sensi di colpa scoppia in un pianto disperato venendo abbracciata e consolata da Marty.         

## I rintocchi della campana
- Titolo originale: The Toll
- Diretto da: Jason Bateman
- Scritto da: Chris Mundy

### Trama
I Byrde cercano di supportare Wyatt e Three, ma Wyatt sospetta che Marty abbia ucciso Russ e Boyd. La coscienza di Mason lo rende incapace di predicare sul lago e affronta coraggiosamente Jacob dicendo che non predicherà più per loro. Tornato a casa scopre che Grace è scomparsa, ma trova il proprio figlio neonato, prova del fatto che la moglie sia stata costretta a partorire e poi fatta scomparire. Marty decide che il posto non è più sicuro per la sua famiglia e chiede a Wendy di partire segretamente con i ragazzi per qualche giorno. García, insospettito dalla fretta dei ragazzi, impedisce loro di andarsene. Jonah sgattaiola fuori per recuperare il suo fucile. Quando tenta di sparare a García, scopre che Buddy gli ha tolto le munizioni. Buddy interviene tenendo sotto tiro García mentre Wendy e i figli se ne vanno, quindi lo uccide sul colpo. Nel frattempo, Rachel trova parte dei 50 milioni di dollari nascosti nel lodge. Dopo un breve incontro con Del Río (in cerca di Garcia e Marty), si allontana con i soldi. L'agente Petty osserva tutta la scena e convince l'agente Evans a catturare Marty e Del Rio per incastrarli. Evans si accorda con lo sceriffo Hix per tendere un'imboscata ai due criminali la sera stessa, fuori dalla proprietà Snell. In seguito, tramite l'investigatore privato che aveva assunto per spiare Wendy, Marty fa recapitare alla propria famiglia delle nuove identità in modo che almeno loro possano mettersi in salvo. Del Río tortura Marty per scoprire dov'è García. Marty riesce a convincere il messicano di avere un piano per distribuire l'eroina degli Snell in collaborazione con il cartello. Marty porta Del dagli Snell dove propone di costruire un casinò galleggiante su un fiume nella loro proprietà consentendo sia di riciclare il denaro del cartello che gestire la distribuzione dell'eroina. Del è incuriosito e intende soprassedere sulla morte di García se trovano un accordo. Del Río e gli Snells trovano un accordo, ma Darlene uccide Del quando gli manca di rispetto dando dei bifolchi a lei e al marito. Sconvolto, Marty dice loro che ora è di nuovo in pericolo e che il cartello non avrà pietà neanche di Jacob e Darlene. Ma i due coniugi non danno credito alle affermazioni di Marty dicendo che i messicani rispetteranno gli accordi presi non capendo la pericolosità del cartello. All'uscita della proprietà Marty viene fermato da Evans ma non trovando Del Rio all'interno del veicolo è costretto dallo sceriffo, per mancanza di prove, a rinunciare. Roy, infuriato per essersi fatto sfuggire l'opportunità da sotto il naso, distrugge la propria stanza d'albergo in un impeto d'ira. Nonostante il pericolo incombente, Wendy e i figli decidono di rimanere e affrontare i rischi con Marty piuttosto che fuggire e vivere senza di lui.